# Herbert Kleber
Herbert David Kleber (Pittsburgh, 19 giugno 1934 – Santorini, 5 ottobre 2018) è stato uno psichiatra statunitense attivo nello studio dell'abuso di sostanze.
I suoi protocolli si concretizzavano nell'approccio medico-scientifico al problema delle tossicodipendenze.

## Biografia
Nato nel 1934 a Pittsburg da genitori immigrati dall'est Europa, si diplomò presso il Dartmouth College e quindi frequentò il Jefferson Medical College completando il tirocinio presso lo Yale New Haven Hospital nel 1964. In seguito si propose come volontario per il servizio sanitario statunitense e fu assegnato all'ospedale del carcere di Lexington; qui maturò una vasta esperienza con le tossicodipendenze, patologia cui erano affetti moltissimi detenuti.
Fu proprio questa competenza nelle tossicodipendenze, acquisita sul campo, a renderlo un punto di riferimento per i colleghi e per le famiglie dei malati in un periodo in cui al fenomeno era dedicato scarso interesse; i suoi studi diedero un importante impulso allo sviluppo delle terapie di contrasto alle dipendenze.
Kleber fu colpito da un attacco cardiaco mentre era in vacanza a Santorini con la sua famiglia, morendo a 84 anni.